# نوردندورف
نوردندورف (به آلمانی: Nordendorf) یک شهر در آلمان است که در آوگسبورگ واقع شده‌است.